# Aleiodes narangae
Aleiodes narangae är en stekelart som först beskrevs av Sievert Allen Rohwer 1934.  Aleiodes narangae ingår i släktet Aleiodes och familjen bracksteklar. Inga underarter finns listade i Catalogue of Life.